# Richfield (Minnesota)
Richfield és una població dels Estats Units a l'estat de Minnesota. Segons el cens del 2000 tenia 34.439 habitants.

## Demografia
Segons el cens del 2000, Richfield tenia 34.439 habitants, 15.073 habitatges, i 8.727 famílies. La densitat de població era de 1.927,1 habitants per km².
Dels 15.073 habitatges en un 24,4% hi vivien nens de menys de 18 anys, en un 43,4% hi vivien parelles casades, en un 10,5% dones solteres, i en un 42,1% no eren unitats familiars. En el 33,7% dels habitatges hi vivien persones soles el 12,0% de les quals corresponia a persones de 65 anys o més que vivien soles. El nombre mitjà de persones vivint en cada habitatge era de 2,25 i el nombre mitjà de persones que vivien en cada família era de 2,89.
Per edats la població es repartia de la següent manera: un 20,2% tenia menys de 18 anys, un 9,3% entre 18 i 24, un 33,4% entre 25 i 44, un 20,7% de 45 a 60 i un 16,4% 65 anys o més.
L'edat mediana era de 37 anys. Per cada 100 dones de 18 o més anys hi havia 93 homes.
La renda mediana per habitatge era de 45.519$ i la renda mediana per família de 56.434$. Els homes tenien una renda mediana de 38.417$ mentre que les dones 29.909$. La renda per capita de la població era de 24.709$. Entorn del 3,9% de les famílies i el 6,3% de la població estaven per davall del llindar de pobresa.

## Poblacions més properes
El següent diagrama mostra les poblacions més properes.